# Rhaphidophora manipurensis
Rhaphidophora manipurensis är en kallaväxtart som beskrevs av Adolf Engler och Kurt Krause. Rhaphidophora manipurensis ingår i släktet Rhaphidophora och familjen kallaväxter. Inga underarter finns listade.